# Gaara
Gaara (我愛羅) is een personage uit de manga- en animeserie Naruto. In de Vix manga vertaling onder de naam "Gaara of the Sand", in de anime "Gaara of the Desert" en origineel in het Japans, "Sabaku no Gaara" (砂瀑の我愛羅, Gaara of the Sand Waterfall).

## Gaara
In de anime en manga, is Gaara een ninja uit het Verborgen Zanddorp (Sunagakure), en is de zoon van het Zand's leider, de vierde Kazekage. Als kind deed zijn vader een poging om hem in een menselijk wapen om te vormen door een krachtige demoon, de Ichibi (Een-staartige) "Shukaku", in hem te plaatsen. Hierdoor werd hij door de andere bewoners altijd gemeden en ontwikkelt hij zich als een meedogenloze moordenaar, anderen afslachtend zonder enige spijt. Hij heeft nog een broer en een zus die hij met verachting behandeld. Zijn gevecht met Naruto verandert zijn manier van denken en hij begint anderen te helpen, om zo Naruto's ideaal na te streven. In deel II (Naruto Shippuuden) wordt hij Vijfde Kazekage.

## Achtergrond
Voor hij werd geboren verzegelde Gaara's vader de Eenstaartige Shukaku, een van de negen "Gestaarte Beesten", in Gaara's lichaam terwijl hij zich nog in de baarmoeder bevond. Hierdoor kreeg hij de kracht om zand te manipuleren. De Vierde Kazekage, Gaara's vader en leider van Sunaga, wilde Gaara omvormen tot het dorp zijn persoonlijke wapen. Gaara werd gedurende zijn jeugd getraind door zijn vader om de vaardigheden die hij via de Shukaku had geërfd onder controle te krijgen. Ondanks de goede bedoeling werd Gaara afgesloten van de bewoners van het Zand die hem zagen als een monster omdat hij de gastheer van een "Gestaarte Beest" was. Doordat Shukaku soms tegen Gaara's wil zand manipuleerde om andere bewoners van het dorp te kwetsen werd deze perceptie nog meer versterkt . Deze aanvallen op de dorpelingen overtuigden Gaara's vader dat zijn experiment had gefaald en hij beval de moord op Gaara. Al de pogingen om Gaara zijn leven te ontnemen mislukten omdat Shukaku altijd Gaara zou beschermen en de moordenaars doden. Hierdoor realiseerde Gaara dat hij werd achtergelaten door zijn familie en geloofde sindsdien dat hij enkel op zichzelf en Shukaku kon vertrouwen, en dat hij anderen moest doden om zo zijn zin van zijn bestaan duidelijk te maken.

## Persoonlijkheid
Gaara's obsessie tot doden is de meest fundamentele karaktereigenschap aan het begin van de series. We komen Gaara voor het eerst tegen bij het tweejaarlijkse Chuuninexamen. Gaara heeft echter weinig interesse in het examen zelf. In de plaats daarvan houdt hij zich bezig met het doden of ernstig verwonden van iedereen die hem durft beledigen of tegenspreken. Naarmate het examen vordert en Gaara uitkomt tegen sterkere tegenstanders begint Gaara te geloven dat hij iedereen sterker dan hij moet doden omdat ze een bedreiging zijn voor zijn bestaan.
Gaara's zoektocht naar sterkere tegenstanders zorgt ervoor dat hij het pad kruist van Uzumaki Naruto. Gaara merkt meteen dat Naruto een geweldige tegenstander is en bedreigt een van zijn vrienden om zo Naruto te dwingen met Gaara te vechten. Dit gevecht wordt door Gaara beschouwt als een wedstrijd om te bepalen wiens filosofie de juiste is, zijn geloof in vechten voor zelfbehoud en Naruto's geloof in vechten voor vrienden en bondgenoten. Naruto verslaat Gaara, en deze laatste neemt Naruto's filosofie over, beseffend dat vechten voor vrienden een grotere kracht teweegbrengt dan vechten voor zelfbehoud. Hij stelt zich compleet anders op, verontschuldigd zich voor al het leed dat hij anderen heeft aangedaan en verbeterd zijn relatie met zijn broer en zus. Tezelfdertijd verandert Gaara's fundamentele karaktereigenschap in een wens om zo veel mogelijk mensen te beschermen als hij kan, om zo zijn ware kracht te ontdekken. Vanuit deze gedachte neemt hij de plaats in van zijn vader als leider van het Verborgen Zand in deel II van de serie (Naruto Shippuuden). Hij wil zijn leven geven voor de bewoners van het Verborgen Zand ondanks de meningen die ze hebben over Gaara.

## Vaardigheden
Doordat hij Shukaku in zich verzegeld heeft, heeft Gaara controle over zand. Gaara draagt altijd zand met zich mee in een kalebas op zijn rug. Gaara gebruikt tijdens zijn aanvallen het zand om zijn tegenstanders te overspoelen en daarna het zand samen te drukken waardoor zijn slachtoffers worden verpletterd. Als Gaara wordt aangevallen zorgt Shukaku in hem dat er een muur van zand oprijst om de aanval automatisch af te blokken. Gaara bedekt ook zijn huid met een laag zand als defensief harnas.
Zoals andere Jinchuuriki (Letterlijk: Kracht van Menselijke Opoffering), kan Gaara de krachten van Shukaku aanspreken. Door zich te bedekken met zand kan hij zichzelf veranderen in een miniatuur van Shukaku. Tijdens deze metamorfose nemen zijn snelheid en kracht toe. Hierdoor laat Gaara toe dat de Shukaku zijn persoonlijkheid kan beïnvloeden, waardoor hij agressief en bloeddorstig wordt. Eens hij de Shukakutransformatie heeft voltooid, kan Gaara de Shukaku volledige controle laten nemen en valt hij zelf in slaap. Zolang Gaara slaapt, heeft Shukaku volledige controle over de replica.